# Gare de Saint-Ouen-l'Aumône-Liesse
Ne doit pas être confondu avec Gare de Saint-Ouen-l'Aumône ou Gare de Saint-Ouen-l'Aumône-Quartier de l'Église.
La gare de Saint-Ouen-l'Aumône-Liesse est une gare ferroviaire française de la ligne de Saint-Denis à Dieppe, située dans la commune de Saint-Ouen-l'Aumône (département du Val-d'Oise). Elle se situe à 26,3 km de la gare de Paris-Nord.
C'est une gare SNCF desservie par les trains du réseau Transilien Paris-Nord (ligne H) et ceux de la ligne C du RER. La ligne de Pierrelaye à Creil se débranche de la ligne de Saint-Denis à Dieppe peu après la gare, en direction de Pontoise.

## Situation ferroviaire
La gare est située à l'Est de Saint-Ouen-l'Aumône, dans le quartier du Val de Liesse - du nom du ru de Liesse qui se jette dans l'Oise.
Établie dans la plaine de Méry-Pierrelaye à proximité du tracé de la chaussée Jules César, elle se situe au point kilométrique 26,320 de la ligne de Saint-Denis à Dieppe, ancien tronçon de la ligne de Paris-Nord à Lille avant l'ouverture du tronçon plus direct de Saint-Denis à Creil en 1859.
Elle se situe après la gare de Pierrelaye et précède la gare de Saint-Ouen-l'Aumône. La ligne de Pierrelaye à Creil se débranche de la ligne de Saint-Denis - Dieppe après la gare de Saint-Ouen-l'Aumône-Liesse.

## Fréquentation
De 2015 à 2023, les estimations de la SNCF sont les suivantes :
| Année         | 2015      | 2016      | 2017      | 2018      | 2019      | 2020      | 2021      | 2022      | 2023      |
| ------------- | --------- | --------- | --------- | --------- | --------- | --------- | --------- | --------- | --------- |
| Fréquentation | 1 593 032 | 1 715 495 | 1 838 982 | 1 979 019 | 1 996 206 | 1 028 954 | 1 776 846 | 1 906 849 | 1 948 901 |

## Service des voyageurs

### Accueil

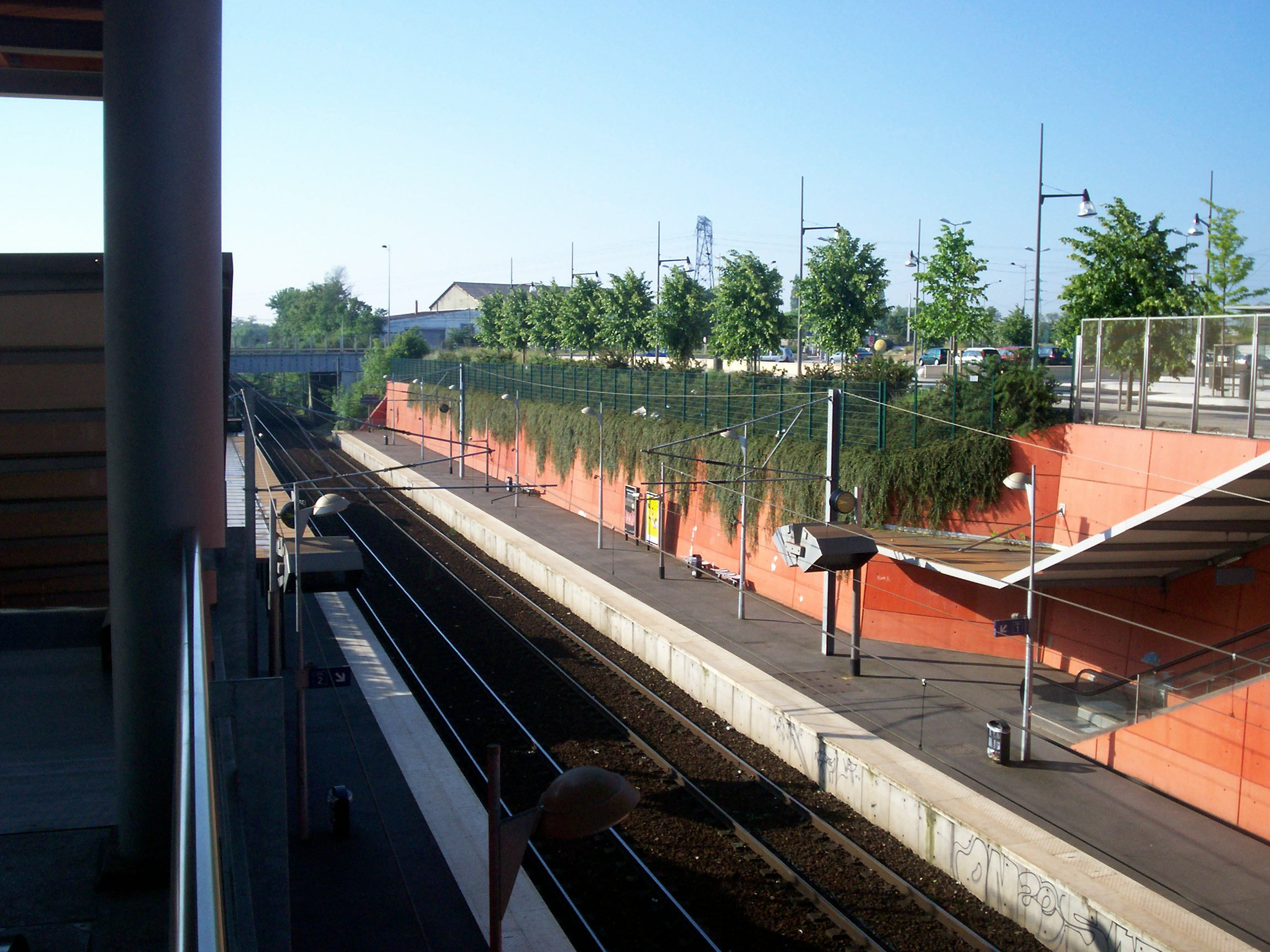
Vue d'ensemble des quais.

La gare est ouverte 24 mars 2002, afin de desservir le nouveau quartier du Val de Liesse.
La gare dispose d'un parc vélo et d'un parking payant de 200 à 300 places.
En 2022, selon les estimations de la SNCF, la fréquentation annuelle de la gare est de 1 906 849 voyageurs.

### Desserte
La gare est desservie par les trains du réseau Transilien Paris-Nord (ligne H), à raison d'un train à la demi-heure en heures creuses, et d'un au quart d'heure en heures de pointe. Les trains sont généralement omnibus de Paris-Nord à Pontoise.
La gare est également desservie par les trains de la ligne C du RER, à raison d'un train à la demi-heure en heures creuses, et d'un train au quart d'heure en heures de pointe, terminus en gare de Pontoise.
Le temps de trajet est de 35 à 40 minutes environ depuis Paris-Nord ou Porte de Clichy.

### Intermodalité
La gare est desservie par les lignes 1225, 1228, 1232, 1233 et 1241 du réseau de bus Cergy-Pontoise Confluence, par la ligne 95-20 du réseau de bus Val Parisis et, la nuit, par la ligne N150 du réseau Noctilien.